# Savoy Homann Bidakara Hotel

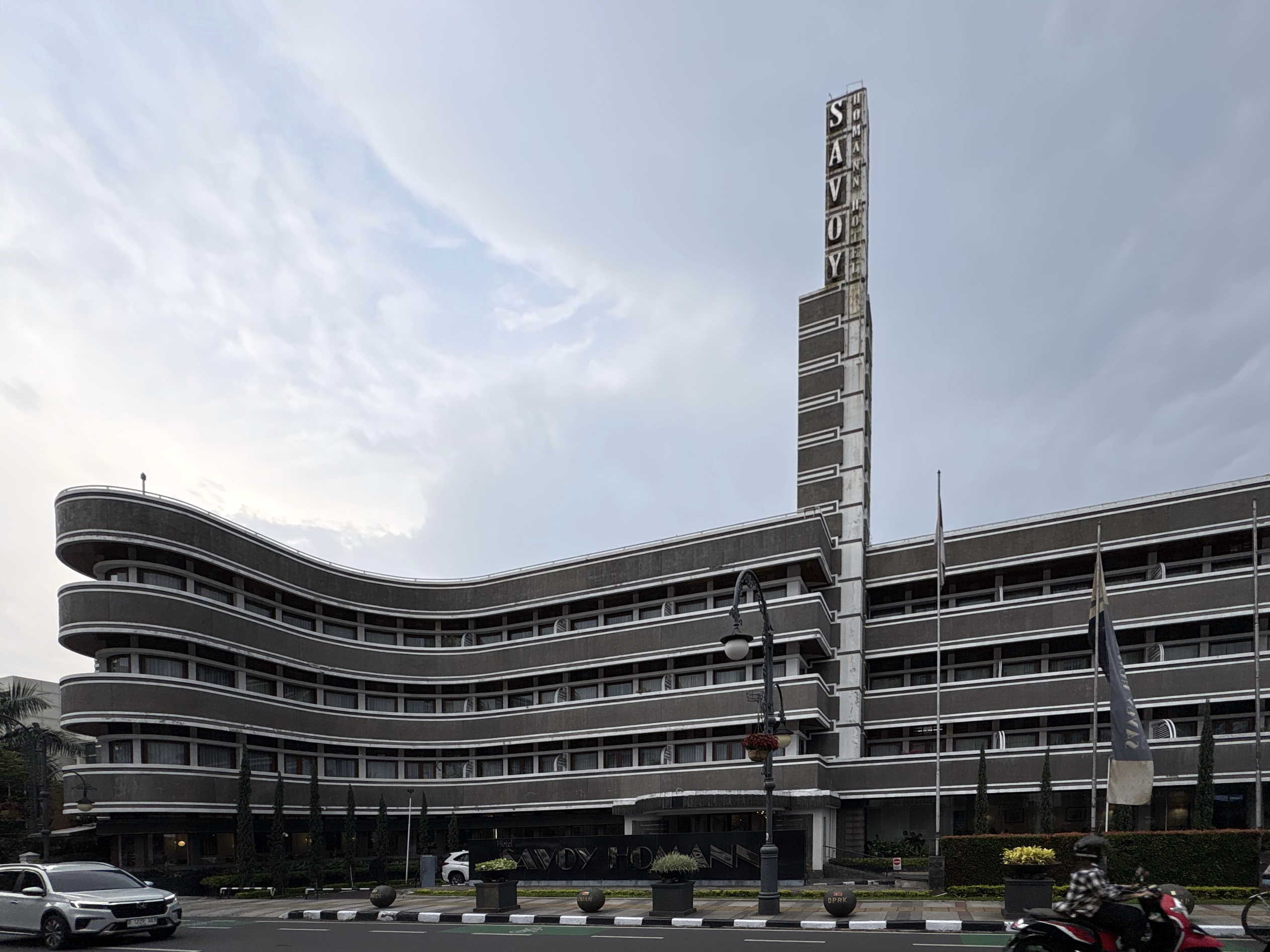
Frontansicht Savoy Homann Bidakara Hotel

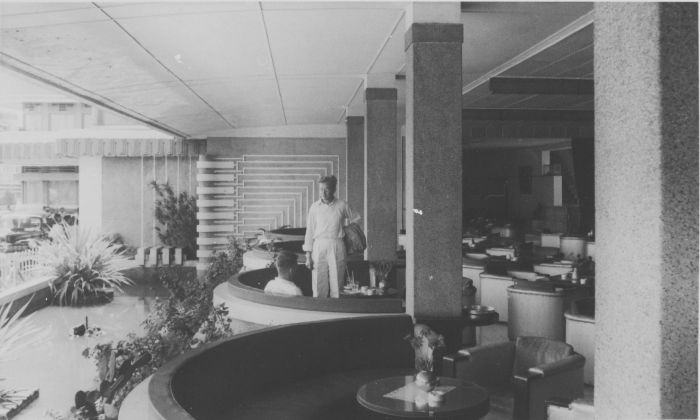
Inneneinrichtung des Hotels in den 1950er Jahren

Das Savoy Homann Bidakara Hotel ist ein historisch bedeutsames Vier-Sterne-Hotel in Bandung in Indonesien.

## Geschichte
Das Gebäude wurde von Februar 1937 bis Ende 1939 gebaut und von dem niederländischen Architekten Albert Aalbers im Stile des Art déco entworfen. Als ein neues, an der Afrika-Asia Straße stehendes Gebäude auf dem Grundstück ersetzte es das bisherige Homann Hotel, welches sich nach und nach aus dem 1871–72 entstandenen ursprünglichen Wohnhaus der aus Deutschland stammenden Homann-Familie entwickelt hatte. Während der ersten Afro-Asiatischen Konferenz vom 18. bis zum 24. April 1955 gastierten im Savoy Homann Bidakara Hotel Staatschefs wie zum Beispiel Sukarno, Gamal Abdel Nasser, Hồ Chí Minh und Jawaharlal Nehru.